# Oare, Kent
Oare är en ort och civil parish i grevskapet Kent i sydöstra England. Orten ligger i distriktet Swale, strax nordväst om Faversham. Civil parishen hade 505 invånare vid folkräkningen år 2021.